# Muzeum Pożarnictwa w Przeworsku
Muzeum Pożarnictwa w Przeworsku – muzeum założone w 1974, gromadzące zbiory z zakresu historii pożarnictwa na terenie Ziemi Przeworskiej; oddział Muzeum Zespołu Pałacowo-Parkowego w Przeworsku, w województwie podkarpackim.

## Historia
Siedziba muzeum znajduje się w stajniach cugowych i domu koniuszego na terenie parku w Przeworsku. W 1956 z okazji 60-lecia miejscowej Ochotniczej Straży Pożarnej zorganizowano okolicznościową wystawę sprzętu pożarniczego. Dzięki zaangażowaniu regionalisty Leona Trybalskiego wzbogacono ją o nowe eksponaty, co pozwoliło na otwarcie w 1974 muzeum pożarnictwa. Cztery lata później zostało przejęte przez Muzeum Miejskie w Przeworsku. W 1990 i 1996 przeprowadzono remonty pomieszczeń wystawienniczych, nadając im obecną aranżację.

## Zbiory

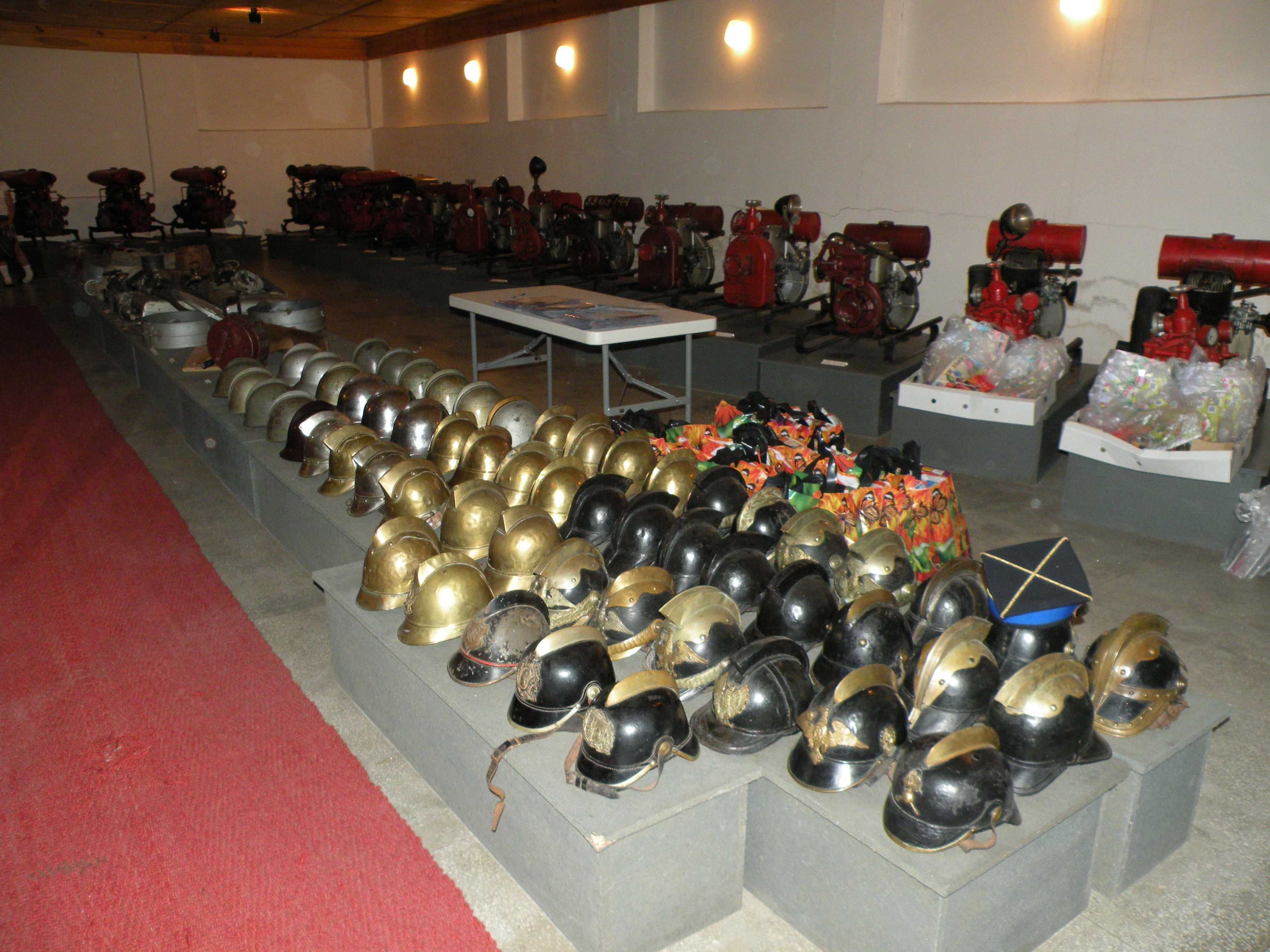
Kolekcja hełmów strażackich

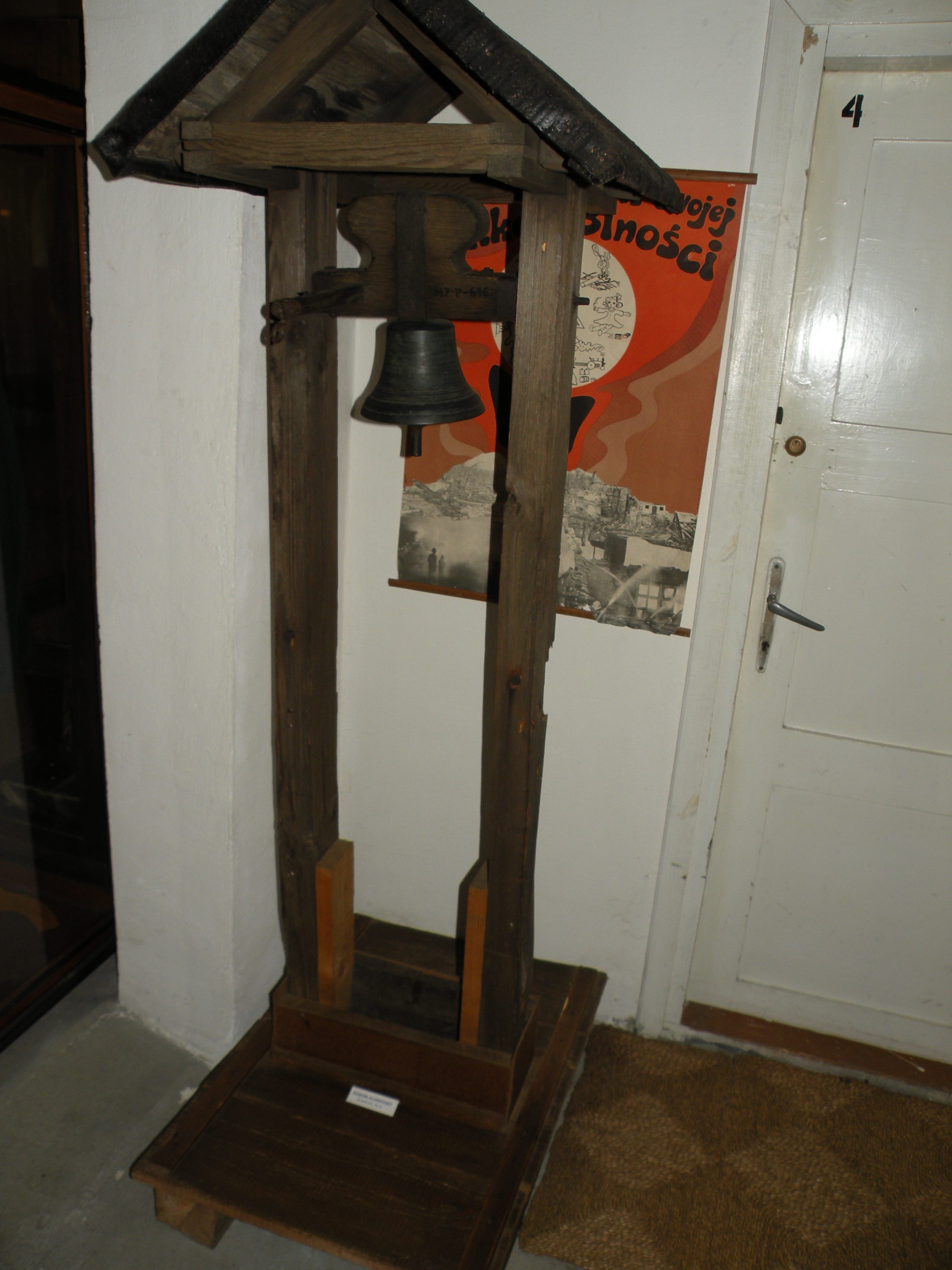
Dzwon alarmowy

Muzeum ma na celu ukazanie historii straży pożarnych na terenie ziemi przeworskiej i Małopolski od czasu ich powstania około poł. XIX wieku. Do najcenniejszych eksponatów należą strażackie sikawki: czterokołowa konna, dwukołowe ręczne, jednokołowa "taczkówka" oraz tzw. sikawka "szpryca". Pochodzą z zakładów takich producentów jak W. M. Knaust w Wiedniu, Unia Strażacka we Lwowie, M. Neumann w Krakowie, czy Bracia Bartik w Tarnowie. Najstarsze z nich, drewniane i mosiężne szpryce były używany już w XIV wikeu. W muzeum znajdują się też strażackie wozy rewizyjne, beczkowozy, hydrapulty, węże, zwijaki, drabiny. Ekspozycja obejmuje też sprzęt alarmowy - bekadło z rogu, trąbki, gongi. Prezentowana jest również kolekcja odzienia strażackiego: bojowe uniformy, mundury galowe, pasy, insygnia. Szczególnie cenna jest kolekcja kilkudziesięciu oficerskich hełmów paradnych i kasków z XIX i XX wieku. Historię miejscowej straży pożarnej obrazują dokumenty i fotografie.

## Galeria

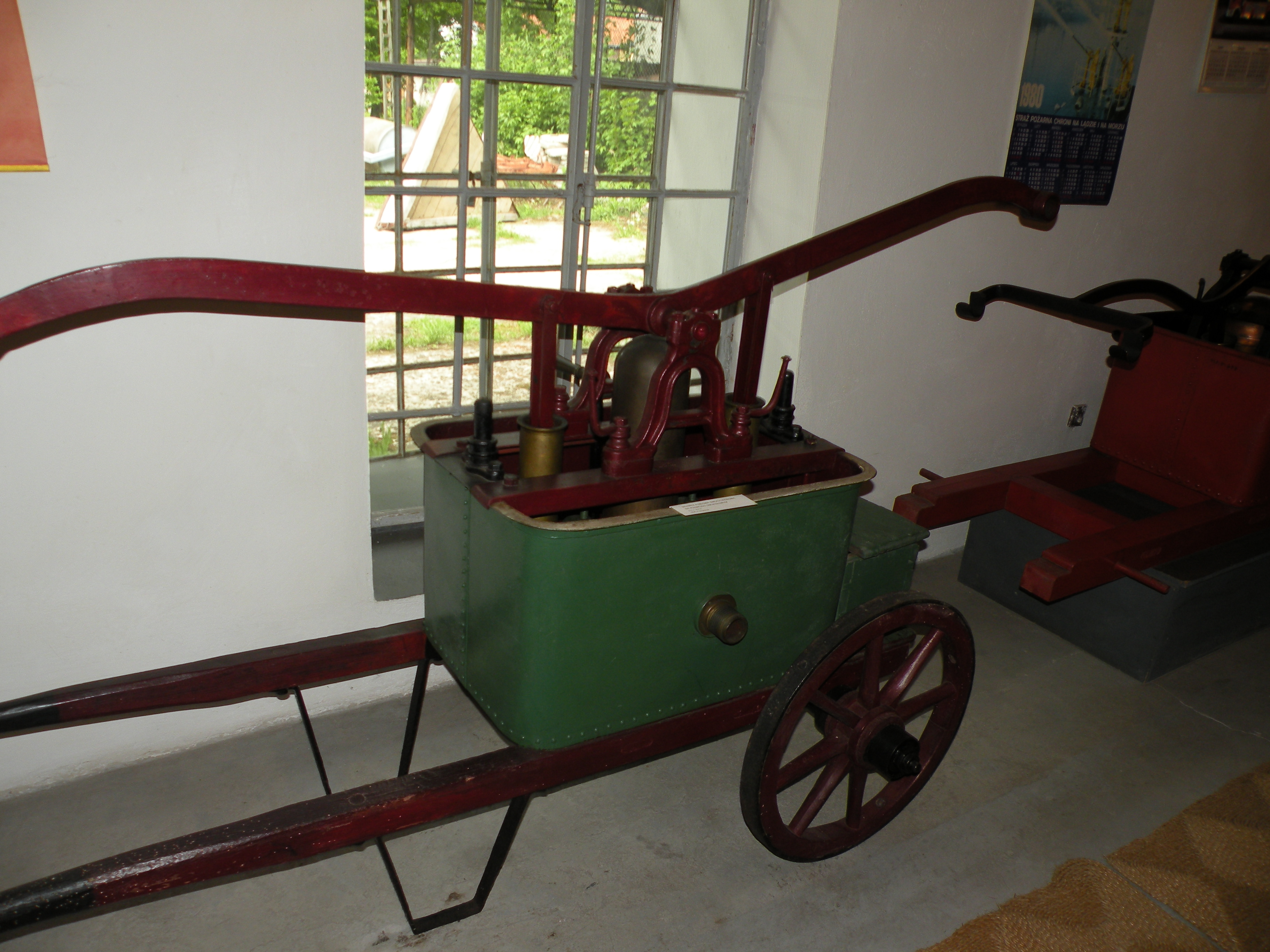
Sikawka dwukołowa
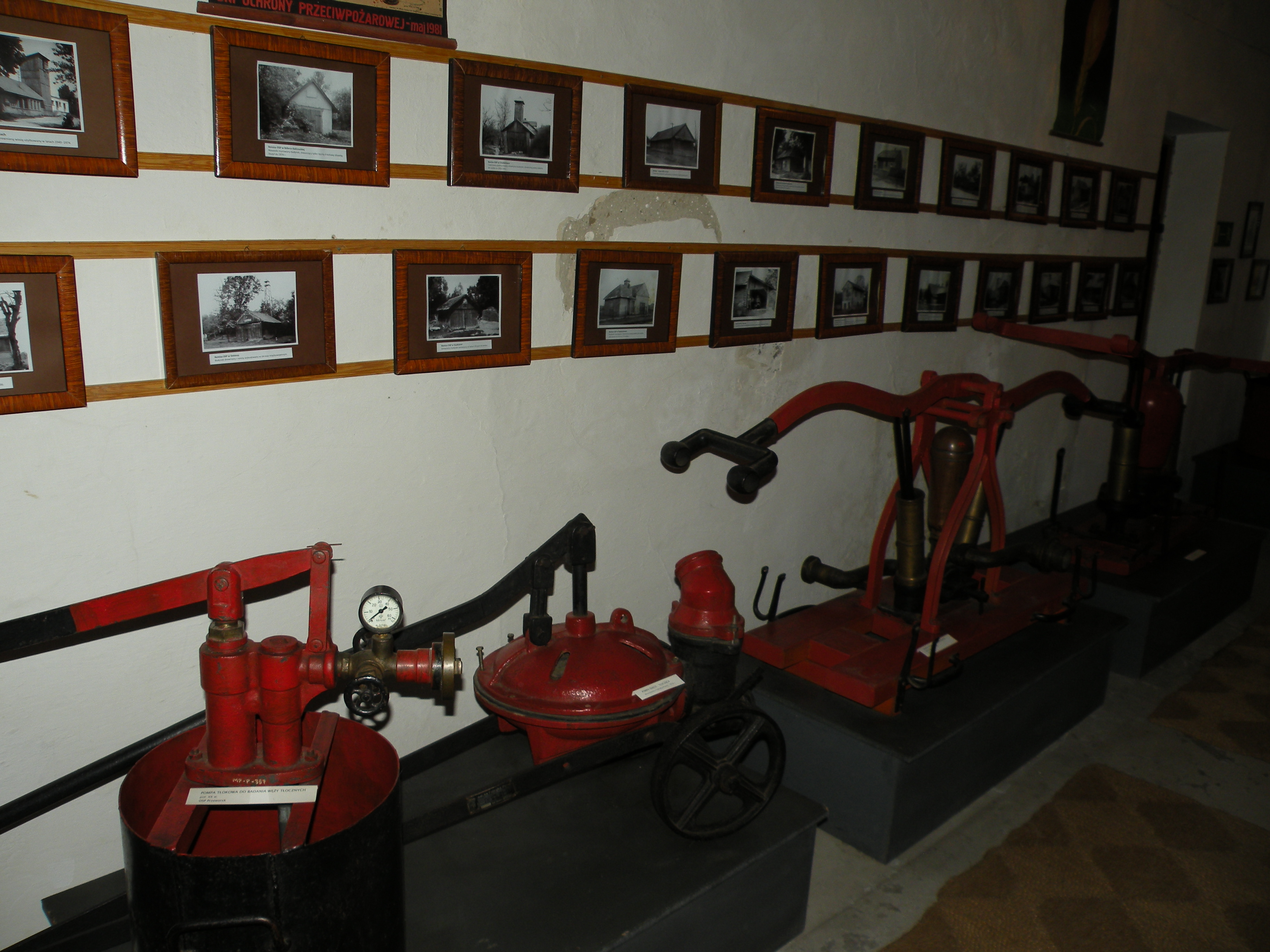
Pompy tłokowe
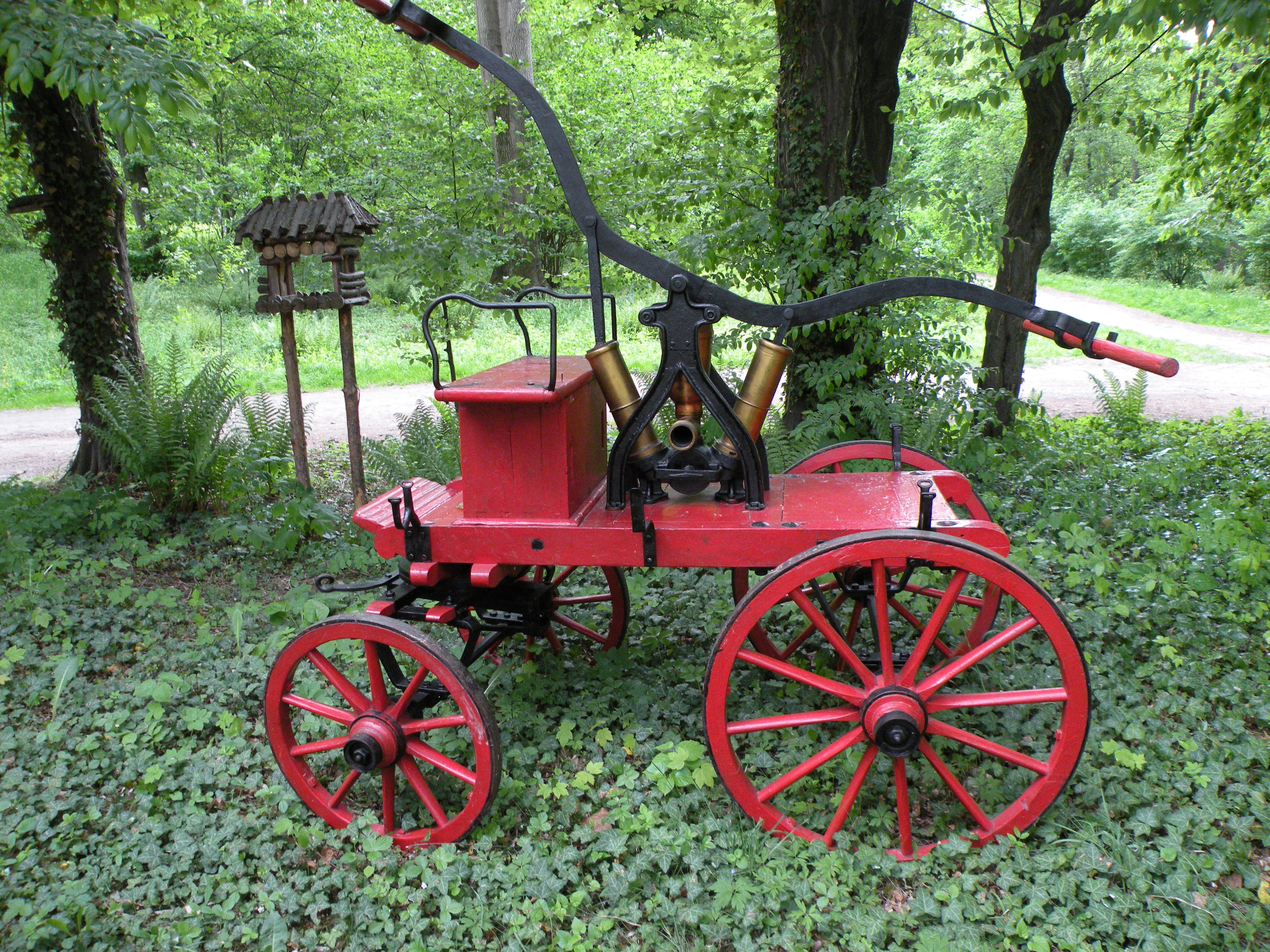
Sikawka czterokołowa